# Baseball en Australie
La pratique du baseball en Australie remonte au milieu du XIXe siècle. Sa popularité est loin d'atteindre celle du cricket, l'un des sports les plus populaires en Australie, mais sa pratique existe dans tous les États et territoires et est représenté au niveau national par la fédération australienne de baseball.
Plusieurs ligues de baseball professionnelles ont existé et se sont succédé depuis 1934, le baseball professionnel de plus haut niveau étant représenté depuis 2010 par la ligue australienne de baseball.
Au niveau international, l'équipe australienne de baseball s'est illustrée en remportant la Coupe intercontinentale de baseball 1999 et la médaille d'argent aux Jeux olympiques d'été de 2004 à Athènes.

## Histoire

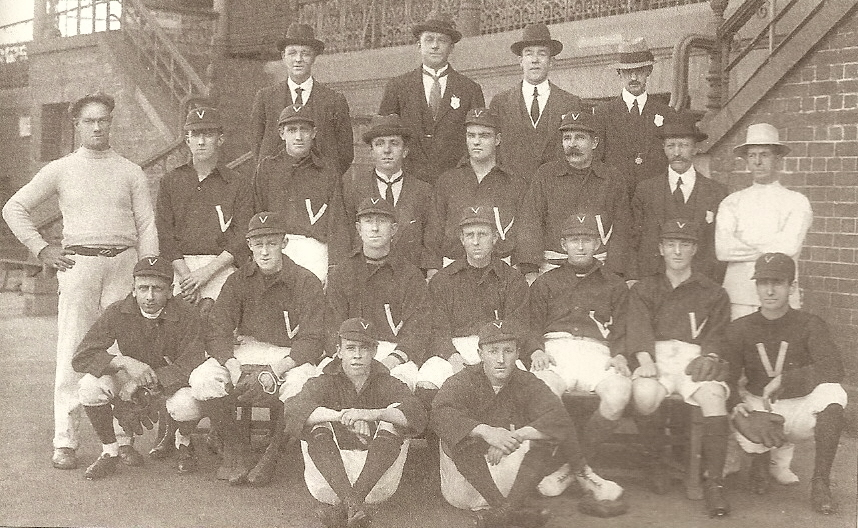
Équipe de baseball du Victoria, en 1919. En première ligne, à gauche, le joueur de cricket et de baseball Bill Ponsford.

Le baseball aurait importé des États-Unis en Australie par les chercheurs d'or durant la ruée vers l'or au Victoria, durant les années 1850. La première trace d'un match officiel de baseball remonte à 1857, à Ballarat au Victoria.
La première compétition inter-États est organisée en 1890, au East Melbourne Cricket Ground (en), et oppose une équipe de l'État du Victoria à une équipe d'Australie-Méridionale. Ce sont ces deux États qui constitueront en 1897 la première équipe nationale officielle de baseball, qui participera aux Tour des États-Unis la même année. Sur les 26 rencontres opposant l'équipe nationale à des équipes de baseball locales américaines, l'Australie remporte les nuits premières rencontres.
Un premier championnat national a lieu en 1910 à Hobart, en Tasmanie, et oppose les États de Nouvelle-Galles du Sud, du Victoria et de Tasmanie. Il est remporté par la Nouvelle-Galles du Sud. La Nouvelle-Galles du Sud réitère la performance en 1912, à Melbourne.
L'Australian Baseball Council, qui allait devenir la fédération australienne de baseball, est fondée en 1913. C'est véritablement sous l'impulsion de Norrie Claxton (en) qu'une ligue professionnelle est créée en 1934.
À la fin des années 1980, la plupart des villes majeures d'Australie sont représentées par une équipe de baseball en ligue australienne de baseball, et les parties sont diffusées nationalement, chaque semaine sur le réseau de télévision australien ABC.
Même si le baseball professionnel constitue un sport mineur regard au cricket, la pratique du baseball chez les enfants connait depuis le début du XXIe siècle une importante croissance. La première ligue australienne affiliée à la Little League Baseball est créée en 2007, et en 2012 on comptait environ 400 de ces ligues ; l'Australie est ainsi représentée durant les séries mondiales de Little League Baseball à partir de 2013.

## Organisation
La pratique du baseball en Australie est régie par la fédération australienne de baseball, qui gère conjointement avec la ligue majeure de baseball la ligue australienne de baseball, ligue professionnelle de baseball de plus haut niveau en Australie.
L'équipe australienne masculine et féminine de baseball représentent l'Australie dans les compétitions internationales.

## Ligues
La Claxton Shield (en) est la première ligue de baseball professionnelle inter-États organisée en Australie. Elle est fondée en 1934 et a été organisée de 1934 à 1988, puis relancée de 2003 à 2010. Depuis 2010, la ligue professionnelle de baseball de plus haut niveau est la ligue australienne de baseball.
Chronologiquement, les ligues professionnelles australienne sont :
- le Claxton Shield, active de 1934 à 1988 (interrompue de 1940 à 1945 en raison de la Seconde Guerre mondiale) ;
- la Ligue australienne de baseball première version, de 1989 à 1999 ;
- la Ligue internationale de baseball australien, de 1999 à 2002 ;
- la Claxton Shield de 2003 à 2010 ;
- la Ligue australienne de baseball seconde version depuis 2010.

## Personnalités

### Joueurs internationaux
L'Australie compte plusieurs joueurs évoluant en ligue majeure de baseball nord-américaine, considérée comme le plus haut niveau dans la hiérarchie actuelle du baseball. On compte notamment :
- Grant Balfour des Athletics d'Oakland
- Travis Blackley des Astros de Houston
- Peter Moylan des Dodgers de Los Angeles
- Ryan Rowland-Smith des Astros de Houston
- Brad Thomas des Tigers de Détroit
- Richard Thompson des Athletics d'Oakland
- Josh Spence des Yankees de New York
- Liam Hendriks des Twins du Minnesota
- Luke Hughes des Blue Jays de Toronto

### Temple de la renommée
Le Temple de la renommée du baseball australien (Australian Baseball Hall of Fame en anglais) est un musée consacré aux joueurs, entraîneurs et managers qui ont marqué l'histoire du baseball australien. Il compte une soixantaine de personnalités.